# 史氏指蝦蛄
史氏指蝦蛄（学名：Gonodactylus smithii）为指蝦蛄科指蝦蛄屬下的一个种。